# Robert Jędrychowski
Robert Jerzy Jędrychowski (ur. 30 marca 1972 w Krakowie) – generał brygady Wojska Polskiego, doktor nauk społecznych, zastępca komendanta głównego Żandarmerii Wojskowej (2011–2024).

## Życiorys
Jest absolwentem studiów magisterskich z zakresu prawa na Uniwersytecie Jagiellońskim oraz Szkoły Podchorążych Rezerwy w Poznaniu i Akademii Ekonomicznej w Krakowie (obecnie Uniwersytet Ekonomiczny w Krakowie), w 2013 uzyskał stopień doktora w dziedzinie nauk społecznych w Akademii Obrony Narodowej.
Zawodową służbę wojskową rozpoczął w 1997 w Oddziale Żandarmerii Wojskowej (ŻW) w Krakowie, gdzie kolejno zajmował stanowiska: oficera, szefa sekcji i szefa wydziału dochodzeniowo-śledczego. W 2004 służył na stanowisku specjalisty w Oddziale Dochodzeniowo-Śledczym Komendy Głównej Żandarmerii Wojskowej w Warszawie. W 2005 został wyznaczony na stanowisko komendanta Wydziału Żandarmerii Wojskowej w Bemowie Piskim, a następnie w 2007 zastępcą komendanta Oddziału ŻW w Krakowie i komendantem Oddziału ŻW we Wrocławiu. W tym samym roku został przeniesiony na stanowisko komendanta Oddziału Żandarmerii Wojskowej w Krakowie. 12 kwietnia 2011 z rąk ministra obrony narodowej Bogdana Klicha odebrał Znak Honorowy Sił Zbrojnych Rzeczypospolitej Polskiej. 
18 kwietnia 2011 objął obowiązki na stanowisku zastępcy komendanta głównego Żandarmerii Wojskowej. 25 czerwca 2013 roku na Wydziale Zarządzania i Dowodzenia Akademii Obrony Narodowej w Warszawie obronił pracę doktorską „Żandarmeria Wojskowa w reagowaniu kryzysowym”. Promotorem pracy był gen. dyw. dr hab. Bogusław Pacek. 29 listopada 2016 prezydent RP Andrzej Duda wręczył mu akt nominacji na stopień generała brygady. 
14 lutego 2024 minister obrony narodowej Władysław Kosiniak-Kamysz odwołał go ze stanowiska  zastępcy Komendanta Głównego Żandarmerii Wojskowej, po czym został skierowany do dyspozycji Dyrektora Departamentu Kadr MON, który wyznaczył go do pełnienia służby w Dowództwie Generalnym Rodzajów Sił Zbrojnych. Z dniem 31 stycznia 2025 zakończył zawodową służbę w Wojsku Polskim. 

## Awanse
- podporucznik – 1997[2]

(...)
- generał brygady – 29 listopada 2016[9]

## Ordery i odznaczenia
- Wojskowy Krzyż Zasługi – 23 kwietnia 2014[10]
- Odznaka „Zasłużony Żołnierz Rzeczypospolitej Polskiej” I stopnia – 16 sierpnia 2012[11]
- Srebrny medal „Za Zasługi dla Policji” – 14 lutego 2019[12]
- Odznaka Honorowa Żandarmerii Wojskowej